# Fatin Hamama
Fatin Hamama (arab. فاتن حمامة, Fātin Ḥamāmah; ur. 27 maja 1931 w Al-Mansurze, zm. 17 stycznia 2015 w Kairze) – egipska aktorka.

## Życiorys
Fatin Hamama urodziła się rodzinie muzułmańskiej. Jej ojciec Ahmad Hamama pracował jako urzędnik w egipskim Ministerstwie Edukacji, a jej matka była gospodynią domową. Miała dwóch braci i jedną siostrę. W 1939 roku, mając 7 lat, zagrała w filmie Jaum Sa’id. Cztery lata później zagrała w obrazie Rasasa fi al-kalb. Jusuf Wahbi zaproponował jej główną rolę w filmie Malak ar-Rahma. Film przyciągnął powszechną uwagę mediów potem zagrała wiele innych ról. Była także producentką filmową.
Laureatka wielu nagród.

## Życie osobiste
Pierwszym jej mężem był reżyser Izz ad-Din Zu al-Fikar, wyszła za niego za mąż w 1947 roku, a rozwiodła się po sześciu latach – z tego związku ma córkę. W 1955 roku poślubiła Omara Sharifa i w 1957 roku urodził się ich syn, jednak małżeństwo zakończyło się rozwodem w 1974 roku. Jej ostatnim mężem był Muhammad Abd al-Wahhab.